# Звучна устнено-зъбна приблизителна съгласна
Звучната устнено-зъбна приблизителна съгласна е вид съгласен звук, използван в някои говорими езици. В Международната фонетична азбука той се отбелязва със символа ʋ. Подобен е на българския звук, обозначаван с „в“, но учленяван без пълно допиране на устните и зъбите.
Звучната устнено-зъбна приблизителна съгласна се използва в езици като мандарин (为, [ʋêi]), нидерландски (wang, [ʋɑŋ]), руски (волосы, [ˈʋʷo̞ɫ̪əs̪ɨ̞]), словашки (voda, [ˈʋo̞dä]), украински (він, [ʋin]), хиндустани (वाला/والا, [ʋɑːlɑː]).